# ماده ۳۷۰ (فیلم)
ماده ۳۷۰ (انگلیسی: Article 370) فیلم سیاسی اکشن دلهره‌آور هندی-زبان محصول سال ۲۰۲۴ هند است. آدیتیا سوهاس جمباله کارگردان  و جیوتی دشپانده، آدیتیا دار و لوکش دار تهیه‌کنندگان این فیلم‌اند. یامی گوتام، پریامانی، اسکند تاکور، آشوینی کائول، وایباو تاتواوادی، آرون گوویل و کیران کارمارکار نقش‌های اصلی را بازی می‌کنند. این فیلم در روز ۲۳ فوریه ۲۰۲۴ به صورت جهانی اکران شد.